# Институт за кардиоваскуларне болести Војводине
Институт за кардиоваскуларне болести Војводине је здравствена, наставна и научно-истраживачка установа са седиштем у Сремској Каменици. Основан је 1977. године на основу концепта стратегије Светске здравствене организације. Институт у свом раду обједињује три функције: спроводи превенцију болести, функционише као градска болница и збрињава болеснике са подручја Војводине. Осим тога, здравствена заштита се пружа и болесницима из остатка Србије, земаља бивше Југославије и иностранства.
Основне делатности ове установе су дијагностика и лечење ургентних кардиолошких и кардиохируршких обољења, извођење савремених кардиоваскуларних процедура и рана рехабилитација. У њен састав улазе: Клиника за кардиологију, Клиника за кардиоваскуларну хирургију и Заједничке службе.
Објекат у којем је смештен институт је изграђен 1960. године, а 1984. је генерално реновиран. Зграда је окружена парком, који се налази под заштитом државе.

## Историјат
Као датум оснивања Института за кардиоваскуларне болести Војводине узима се 16. новембар 1977. године, када је регистрован у Окружном привредном суду у Новом Саду као „образовна, здравствена и научна организација“. Тим решењем, право да заступа институт добио је његов први директор, доцент др Иван Фајгељ.

## Клиника за кардиологију
Клиника за кардиологију обезбеђује здравствену заштиту на првом рефералном нивоу за подручје Новог Сада и читав регион Јужне Бачке, као и терцијарну здравствену заштиту (односно делатности другог рефералног нивоа) за подручје Војводине и шире. Формирањем Института за кардиоваскуларне болести у његов састав је ушао и Центар за рехабилитацију кардиоваскуларних болесника на Андревљу, који је функционисао до краја 1980. године.
На клиници се амбулатно прегледа око 35.000, а од тога се хоспитализује око 4.500 пацијената годишње. У коронарној јединици се лечи око 2.000 најтежих болесника, од којих половина има дијагнозу акутног инфаркта миокарда.
Клиника за кардиологију такође обавља едукативне и наставне активности из области интерне медицине (посебно кардиологије) на Медицинском факултету Универзитета у Новом Саду. Она је укључена на Катедру за интерну медицину Медицинског факултета, а на њој се обавља настава на српском и енглеском језику за студенте медицине и стоматологије и постдипломска настава у оквиру специјализације интерне и ургентне медицине.
Клинику за кардиологију чине следећа одељења:
- одељење за интезивну негу (коронарна јединица),
- одељење за постинтензивну негу,
- одељење за поремећаје срчаног ритма, електрофизиологију и пејсмејкере,
- одељење за инвазивну кардиологију,
- одељење за неинвазивну кардиологију,
- одељења за општу кардиологију I - IV,
- одељење за срчане мане,
- одељење за хипертензију,
- пријемна кардиолошка амбуланта и поликлиничка служба и
- одељење у специјалистичкој поликлиници у Новом Саду.

## Клиника за кардиоваскуларну хирургију
Клиника за кардиоваскуларну хирургију има три операционе сале, одељење интензивне неге и кардиохируршко одељење. Тим хирурга током једне године у просеку оперише око 1.200 кардиоваскуларних болесника, код којих лечење медикаментима и инвазивном хемодинамском методом нису дали резултате. Једна од одлика клинике је и ниска стопа морталитета, која је у периоду од 1977. до 2007. износила око 2,8%.
Клиника за кардиоваскуларну хирургију је наставна база Катедре за хирургију Медицинског факултета у Новом Саду, а на њој се одвија теоретска и практична настава на српском и енглеском језику за студенте медицине, стоматологије и здравствене неге у областима хирургије и кардиохирургије. Осим тога, редовно се одвија постдипломска настава специјализаната из опште и торакалне хирургије.
Клинику за кардиоваскуларну хирургију чине следећа одељења:
- поликлиничка служба,
- одељење операционог блока и анестезије,
- одељење интензивне неге и реанимације,
- одељење за постинтензивну негу,
- одељење за постоперативну негу,
- одељење за екстракорпоралну циркулацију,
- одељење за трансплантације,
- одељење за урођене срчане мане,
- одељење за преоперативну дијагностику,
- одељење за стечене срчане мане,
- одељење за коронарну хирургију,
- одељење за васкуларну хирургију,
- одељење за пнеумофизиологију,
- одељење за научно истрживачки рад и
- лабораторија за биохемију.

## Заједничке службе
Заједничке службе се састоје од следећих одељења:
- рачунарски центар,
- одељење за правне и опште послове,
- одељење за економско финансијске послове,
- одељење за биоелектронику,
- апотека и
- одељење возног парка.